# Osvaldo Héctor Cruz
Osvaldo Héctor Cruz (* 29. Mai 1931; † 20. März 2023) war ein argentinischer Fußballspieler. Als Spieler von CA Independiente gewann er mit der argentinischen Nationalmannschaft die Copa América 1955 und 1957 und nahm an der WM 1958 teil. Mit dem brasilianischen Verein SE Palmeiras gewann er die Taça Brasil 1960. Seine Laufbahn beendete er mit Union Española in Chile.

## Karriere

### Vereinskarriere
Osvaldo Cruz begann seine fußballerische Laufbahn im Jahre 1951 bei CA Independiente in Avellaneda, einem industriellen Vorort von Argentiniens Hauptstadt Buenos Aires. Bei Independiente spielte er unter anderem zusammen mit anderen argentinischen Fußballgrößen der damaligen Zeit wie Ernesto Grillo, José Varacka oder David Acevedo. 1954 wurde er mit Independiente Vizemeister. 
Vor Beginn der argentinischen Ligaspiele 1960 verließ Cruz CA River Plate und schloss sich SE Palmeiras in der brasilianischen Metropole São Paulo an wo er Anfang März sein Debüt gab. Bei Palmeiras war er neben Djalma Santos, Julinho Botelho und Chinesinho in der Mannschaft, der der erste nationale Erfolg des Vereins gelang, der Gewinn der Taça Brasil 1960. In den Endspielen des Wettbewerbs, der begründet wurde um die brasilianischen Teilnehmer an der Copa Libertadores zu ermitteln und ein halbes Jahrhundert später einer Landesmeisterschaft gleichgesetzt wurde, gewann Palmeiras gegen Fortaleza EC mit 3:1 und 8:2. Cruz beteiligte sich am Schützenfest im heimischen Estádio do Pacaembu mit zwei Toren. 
Anfang 1961 ging er für kurze Zeit erneut zu Independiente zurück, wechselte aber bald zu Unión Española in Chiles Hauptstadt Santiago. Dort beendete er 1964 seine aktive Laufbahn mit noch einmal 16 Ligatoren.

### Nationalmannschaft

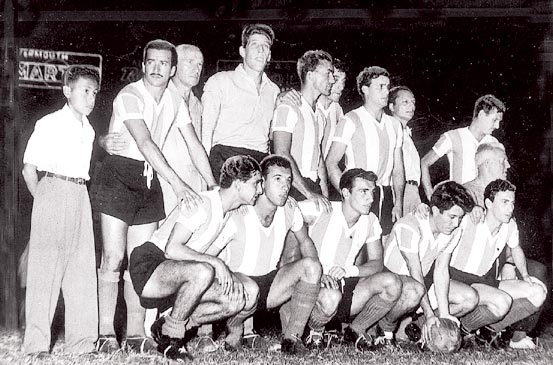
Südamerikameister 1975: Giménez, Stábile (Trainer), Domínguez, Dellacha, Rossi, Vairo, Schandlein. Vorne: Corbatt, Maschio, Angelillo, Sívori, Cruz

In der argentinischen Fußballnationalmannschaft brachte es Osvaldo Cruz zwischen 1953 und 1958 auf 21 Einsätze, in denen ihm drei Tore gelangen.
Unter Nationaltrainer Guillermo Stábile nahm Osvaldo Cruz an den Südamerikameisterschaften 1955 in Chile und 1957 in Peru teil, in denen Argentinien jeweils den Titel gewann. Bei der Meisterschaft von  1955 wurde man Erster vor Gastgeber Chile, 1957 vor Brasilien, gegen das er eines seiner zwei Tore bei dem Turnier erzielte.
Cruz war auch im Aufgebot Argentiniens für die Fußball-Weltmeisterschaft 1958 in Schweden. Bei dem Turnier kam er in zwei der drei Spiele Argentiniens zum Einsatz. Er spielte sowohl bei der 1:6-Niederlage gegen die Tschechoslowakei als auch bei der 1:3-Niederlage gegen Deutschland, konnte allerdings kein Tor erzielen. Argentinien schied bei dem Turnier bereits nach der Vorrunde aus.

## Erfolge
- Copa América: 1955, 1957
- Taça Brasil: 1960